# Peltaea krapovickasiorum
Peltaea krapovickasiorum är en malvaväxtart som beskrevs av P.A. Fryxell. Peltaea krapovickasiorum ingår i släktet Peltaea och familjen malvaväxter. Inga underarter finns listade i Catalogue of Life.